# ديفيد مونجوشي
ديفيد صني مونجوشي (1949 - 29 أغسطس 2020)، هو كاتب روائي وشاعر وممثل ومدرس من زيمبابوي. هو شقيق الكاتب تشارلز مونجوشي.
ولد عام 1949 في بولاوايو بزيمبابوي وكان يجيد لغة الشونا ونديبيلي والإنجليزية. لقد تعلم لغة الزولو في المدرسة ، على غرار لغة نديبيلي، والتي لم تكن تُعرف في ذلك الوقت كلغة مميزة.
توفي في 29 أغسطس 2020.

## الجوائز
- حاز على جائزة «National Arts Merit Awards» لعام 2010 عن كتاب الخيال المتميز عن فيلم The Fading Sun [4]

## من مؤلفاته
- بقع على الحائط (1992)
- عش مثل الفنان
- الحلم المكسور وقصص أخرى
- الشمس الباهتة (2009)